# Joan Navarro
Joan Navarro i Badia (n. Barcelona, 1955) es un editor, coleccionista y crítico de historieta español, director y propietario de EDT, antigua Glénat España. Dirigió asimismo varias ediciones del Salón del Cómic de Barcelona. Valedor de la línea clara, Tintín y Josep Coll, es también experto en el Capitán Trueno.

## Biografía

### Inicios profesionales
Joan Navarro fue uno de los fundadores del Club Amigos de la Historieta en 1974. Colaboró con la revista Bang! y dirigió la Guía quincenal del cómic (1979-1980). Ese último año también comenzó a escribir una sección de críticas para "Comix Internacional" de Toutain Editor y, junto a Josep Maria Delhom, un Catálogo del tebeo en España, 1915-1965.
Entre 1981 y 1984 fue director de publicaciones de Norma Editorial, encargándose de "Cairo", "Cimoc", "Hunter" y "Sargento Kirk". También elaboró el boletín Full Informatiu de la Llibrería Continuarà... y dirigió el sello Unicorn.

### Complot
En 1984 fundó el sello Complot, a través del cual publicó la colección "Misión Imposible", la revista teórica Krazy Comics (1989) y un año después escribió el álbum Modernas y profundas con dibujos de Guillem Cifré. Entre 1987 y 1994, fue director/coordinador del Salón Internacional del Cómic de Barcelona.
En 1992, junto a cuatro reconocidos historietistas (Pere Joan, Javier Mariscal, Nazario Luque y Alfredo Pons) retiró su colaboración de la exposición "Una Historieta democrática" como protesta por 

la complicidad del Gobierno Español en la Guerra del Golfo y especialmente por la actitud adoptada por el Ministerio de Cultura.

### Glénat España
En 1993, Joan Navarro se convirtió en director de Glénat España, desde la que lanzó la revista Viñetas y un sinnúmero de colecciones, tanto de autores españoles como extranjeros, pero con una gran importancia del manga.
Continuó colaborando con Guillem Cifré en una serie de tiras publicadas en Avui (2000-2003), luego recopiladas con el título de El tío del final.
En octubre de 2011, adquirió, junto a Félix Sabaté, el 100 por cien del capital de Glenat España a Editions Glénat, rebautizándola al año siguiente como EDT.